# 福格特兰县 (1994年—2008年)
福格特兰县（Vogtlandkreis）是德国萨克森州西部曾经的一个县，隶属于开姆尼茨行政区，首府普劳恩（彼时为非县辖城市，是福格特兰县的县治但不属于福格特兰县）。2008年8月1日，福格特兰县与普劳恩合并为新的福格特兰县。

## 地理
福格特兰县北面与图林根州的格赖茨县，东面与茨维考地区县和奥厄-施瓦岑贝格县，南面与捷克的卡罗维发利州，西南面与巴伐利亚州的霍夫县，西面和图林根州的萨勒-奥拉县相邻，普劳恩市完全被包围在福格特兰县内。